# ブラインドデート -盲目の目撃者-
『ブラインドデート -盲目の目撃者-』（ブラインドデート もうもくのもくげきしゃ、原題：Blind Date、別原題：Deadly Seduction）は、1984年公開のインディペンデント・エロティック・スリラー映画。
主にB級映画を製作しているニコ・マストラキスが監督を務め、カースティ・アレイやジョセフ・ボトムズ、マリーナ・サーティス、ヴァレリア・ゴリノ、ラナ・クラークソンらが出演した。

## あらすじ
ジョナサン・ラトクリフ（ジョセフ・ボトムズ）は事故により失明し、医師から勧められた視力を部分的に回復するための実験的な電子機器を装着することになる。新たに手に入れた視力によって、偶然にも殺人を目撃したジョナサンは、殺人鬼による連続殺人を阻止しようと奔走する。

## キャスト
- Jonathan Ratcliff - ジョセフ・ボトムズ（英語版）
- クレア・シンプソン - カースティ・アレイ
- スタイガー博士 - キア・デュリア
- 売春婦 - マリーナ・サーティス
- ビキニを着た女性 - ヴァレリア・ゴリノ